# گرگ لوموند
گریگوری جیمز لوموند (انگلیسی: Gregory James LeMond؛ زادهٔ ۲۶ ژوئن ۱۹۶۱) رکابزن حرفه‌ای سابق آمریکایی است که در رشتهٔ دوچرخه‌سواری جاده فعالیت می‌کرد. او توانست در سه دورهٔ تور دو فرانس در سال‌های ۱۹۸۶، ۱۹۸۹ و ۱۹۹۰ به قهرمانی دست یابد. همچنین دو بار در سال‌های ۱۹۸۳ و ۱۹۸۹ برندهٔ مسابقات قهرمانی جادهٔ جهان شد. لوموند در لیکوود کالیفرنیا زاده شد و در مراتع دامنهٔ شرقی کوهستان سیرا نوادا در نزدیکی رینو رشد کرد. او متأهل است و سه فرزند دارد.
در سال ۱۹۸۶ لوموند به عنوان نخستین غیر اروپایی قهرمان تور دو فرانس شد و تاکنون تنها برندهٔ رسمی آمریکایی تور است. در سال ۱۹۸۷ در هنگام شکار، به صورت تصادفی هدف شلیک قرار گرفت و دو تور بعدی را از دست داد. در تور ۱۹۸۹ بازگشت و در مرحلهٔ پایانی برندهٔ تور شد. در سال بعد نیز از قهرمانی خود دفاع کرد و برای سومین بار، فاتح تور دو فرانس شد. لوموند در دسامبر ۱۹۹۴ بازنشسته شد.
لوموند نخستین آمریکایی بود که برندهٔ مسابقات قهرمانی جادهٔ جهان شد؛ نخستین دوچرخه‌سوار حرفه‌ای بود که قرارداد یک میلیون دلاری امضا کرد و نخستین دوچرخه‌سواری بود که روی جلد اسپورتس ایلوستریتد قرار گرفت. همچنین مبدع چند نوآوری در دوچرخه‌سواری حرفه‌ای از جمله دستهٔ آیرودینامیکی و فریم فیبر کربن بود. علاوه بر تجاری‌سازی این نوآوری‌ها، سایر فعالیت‌های تجاری او شامل رستوران، بنگاه املاک و تجهیزات بدنسازی است.
لوموند فعالیت‌های زیادی در زمینهٔ مبارزه با مصرف داروهای بهبود عملکرد انجام می‌دهد. او در سال ۲۰۰۱ لانس آرمسترانگ را به دوپینگ متهم کرد که جرقهٔ مناقشاتی را زد که در نهایت منجر به انحلال برند او در سال ۲۰۰۸ شد؛ زیرا تحت پروانهٔ حامی مالی اصلی آرمسترانگ یعنی شرکت دوچرخه‌سواری ترک بود. البته برند لوموند در سال ۲۰۱۳ احیا شد.

## آغاز زندگی و فعالیت آماتور
گرگ لوموند در لیکوود کالیفرنیا زاده شد و در درهٔ واشو در دامنهٔ شرقی رشته‌کوه سیرا نوادا بین رینو و کارسون‌سیتی رشد کرد. ورود لوموند به دوچرخه‌سواری در سال ۱۹۷۵ انجام شد. اسکی‌بازی با نام وین وانگ، دوچرخه‌سواری را به عنوان تمرین کمکی خارج فصل به او توصیه کرد. لوموند از سال ۱۹۷۶ وارد رقابت‌های آماتور شد و پس از سلطه بر ردهٔ سنی میانه (۱۳ تا ۱۵ سال) و پیروزی در هر ۱۱ مسابقه‌ای که شرکت کرده‌بود، اجازه یافت با دوچرخه‌سواران بزرگتر (ردهٔ سنی ۱۶ تا ۱۹ سال) مسابقه دهد.
در سال ۱۹۷۷ در ۱۵ سالگی در تور فرزنو دوم شد. او توانست توجه سرمربی تیم ملی دوچرخه‌سواری آمریکا را به خود جلب کند. لوموند در سال ۱۹۷۸ در مسابقات قهرمانی جوانان جهان در واشینگتن شرکت کرد و نهم شد. او توانست در سال بعد در آرژانتین چند مدال به دست آورد که مهم‌ترین آن، قهرمانی در استقامت جاده بود. او در ۱۸ سالگی برای المپیک ۱۹۸۰ مسکو به عضویت تیم آمریکا درآمد؛ ولی به دلیل تحریم مسابقات توسط آمریکا از حضور در المپیک بازماند. سرمربی تیم از لوموند درخواست کرد تا المپیک بعدی، حرفه‌ای نشود؛ ولی او تصمیم خود را گرفته‌بود. البته با وجود قهرمانی در مسابقات جوانان جهان، هیچ پیشنهاد حرفه‌ای به لوموند ارائه نشد و او به همراه تیم ملی آمریکا در یک تور شش هفته‌ای در مسابقات اروپایی شرکت کرد. او با قهرمانی در مسابقهٔ سارته در فرانسه تبدیل به نخستین آمریکایی و جوان‌ترین رکابزنی شد که برندهٔ یک مسابقهٔ حرفه‌ای اروپایی شده‌است. پوشش خبری این پیروزی، اهمیت لوموند را در اروپا افزایش داد و در مسابقهٔ بعدی خود در بریتون توسط سیریل گیمار (مدیر فنی تیم رنو–الف–ژیتان) زیر نظر گرفته‌شد. گیمار قرارداد حرفه‌ای برای فصل ۱۹۸۱ به لوموند پیشنهاد کرد. او همهٔ پیشنهادهای دیگر را رد کرد و در روز پایانی تور دو فرانس ۱۹۸۰ در پاریس به تیم رنو پیوست.

## فعالیت حرفه‌ای

### سال‌های آغازین (۱۹۸۱–۱۹۸۳)
لوموند نخستین پیروزی حرفه‌ای خود را در یک مرحله از تور لواز در فرانسه به دست آورد. سپس در کلاسیک کورز در آمریکا پیروز شد. پس از آن رتبهٔ سوم دوفینه لیبره را کسب کرد. البته پاسکال سیمون جلوتر از او بود و بر سکوی سوم ایستاد؛ ولی دو هفتهٔ بعد جریمهٔ ۱۰ دقیقه‌ای به سیمون اختصاص یافت و لوموند جانشین او بر سکو شد. او در فصل ۱۹۸۱ جمعاً ۵ پیروزی کسب کرد.
در ۱۱ آوریل ۱۹۸۲ حین مسابقهٔ کلاسیک لیژ–باستون–لیژ ترقوهٔ لوموند شکست و بیشتر فصل را از دست داد. البته او توانست در مسابقات قهرمانی جهان در گودوود انگلستان شرکت کند. در مسابقهٔ استقامت جادهٔ مردان، لوموند پس از جوسپه سارونی دوم شد. پس از پایان مسابقه، جکس بویر هم‌تیمی لوموند اعتراض کرد که نباید بویر را در ۸۰۰ متر پایانی تعقیب می‌کرد.
برخلاف کشورهای اروپایی، در آمریکا مسابقهٔ قهرمانی کشور برگزار نمی‌شد و بهترین رتبه در مسابقات قهرمانی جهان به عنوان قهرمان آمریکا شناخته می‌شد. لوموند درخواست کرد که مسابقهٔ کشوری برگزار شود؛ ولی مربی تیم و بویر مخالفت کردند. به این ترتیب، برخلاف سایر تیم‌های مسابقات قهرمانی جهان، رکابزنان آمریکایی رقیب یکدیگر بودند. در سال بعد، لوموند قهرمان مسابقات قهرمانی جهان شد و به نخستین آمریکایی قهرمان این مسابقات تبدیل شد. استعداد دوچرخه‌سواری لوموند، نوید نمایش عالی او در گرند تورها را می‌داد.

### گرند تورها (۱۹۸۴–۱۹۸۶)
لوموند در سال ۱۹۸۴ برای نخستین بار در تور دو فرانس شرکت کرد. او خادم لوران فینیون بود و به او کمک کرد که برندهٔ تور شود. خودش نیز توانست بر سکوی سوم تور بایستد. همچنین پیراهن سفید بهترین رکابزن جوان را به تن کرد. در سال بعد به تیم لا وی کلر پیوست تا خادم برنار اینو باشد. اینو به دنبال کسب پنجمین قهرمانی در تور بود. اینو در میانهٔ تور تصادف کرد و زمان زیادی از دست داد. در مرحلهٔ ۱۷ در گردنه تورماله، لوموند استیفن روچ را دنبال کرد؛ ولی تیم به او اجازهٔ همکاری با روچ و افزایش فاصله نداد و دستور داد پشت سر روچ رکاب بزند. خستگی روچ باعث شد سایر رکابزنان به آن دو بپیوندند. اینو به مسابقه بازگشت؛ ولی به گروه پیشتاز نرسید. در نهایت، اینو برندهٔ تور ۱۹۸۵ شد و لوموند بر سکوی دوم ایستاد. اینو به لوموند قول داد که به او کمک کند تا در سال آینده برندهٔ تور شود.

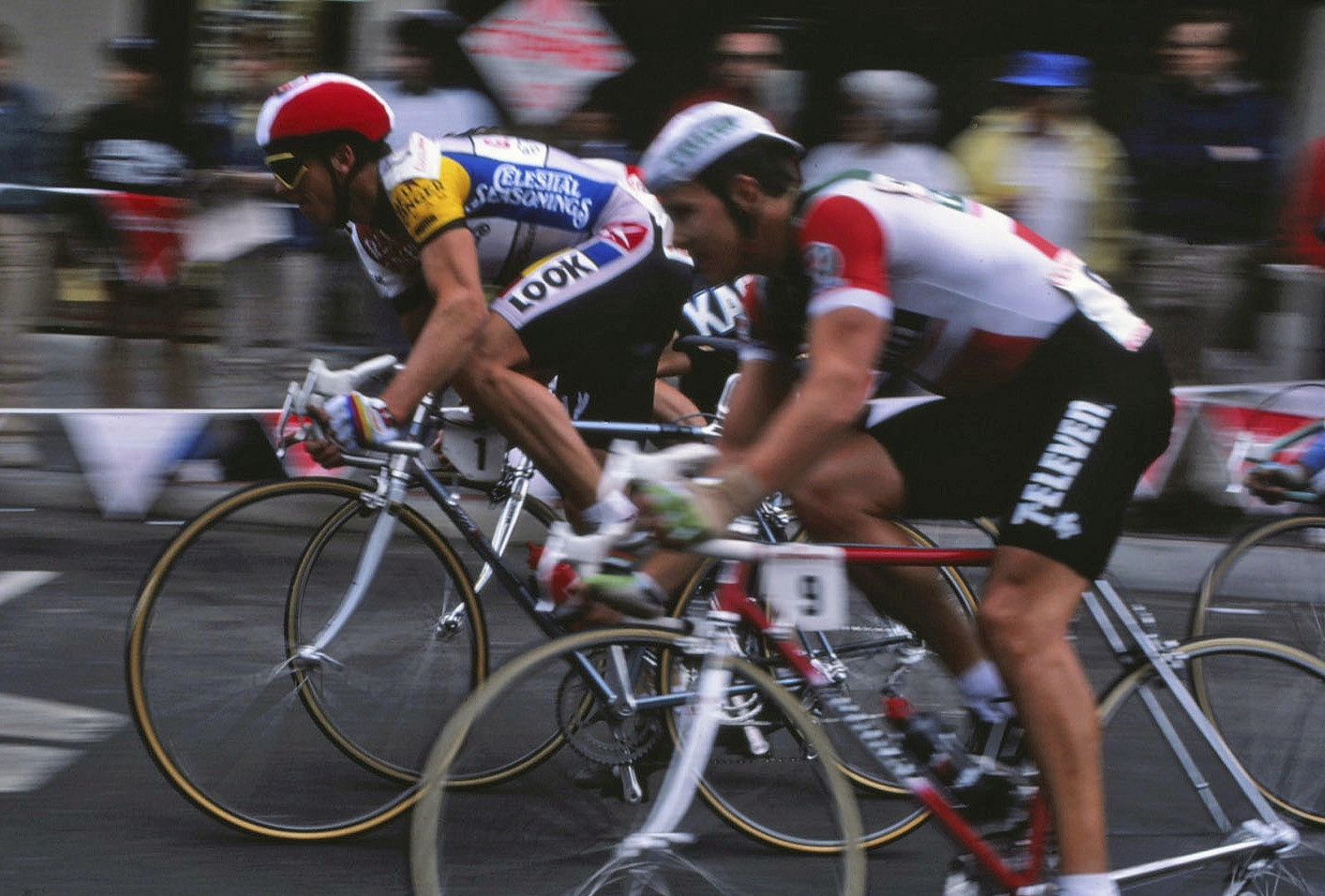
لوموند (چپ) در کلاسیک کورز ۱۹۸۶

در تور دو فرانس ۱۹۸۶ لوموند و اینو رهبر مشترک تیم لا وی کلر بودند. با جلو رفتن مسابقه، اطمینان از حمایت اینو کمتر می‌شد. طبق یک شرط ناگفته، حمایت اینو منوط به این بود که لوموند بتواند برتری خود را به‌وضوح نمایش دهد. اینو در بهترین شرایط بود و می‌توانست ششمین پیروزی خود را در تور به دست آورد. اینو تصمیم گرفت تایم تریل انفرادیِ مرحلهٔ نهم تعیین کنندهٔ رکابزنی باشد که از حمایت کامل تیم برخوردار می‌شد. او توانست برندهٔ مرحله شود؛ در حالی که ۴۴ ثانیه سریعتر از لوموند بود. لوموند بداقبال بود؛ زیرا پنچر شدن یکی از چرخ‌های او منجر به توقف برای تعویض چرخ شد. در مرحلهٔ ۱۲ که نخستین مرحلهٔ کوهستانی بود، اینو به گروه پیشتاز حمله کرد و برنده شد تا برتری ۵ دقیقه‌ای بر لوموند و سایر رکابزنان به دست آورد. در مرحلهٔ بعد، اینو دوباره فرار کرد؛ ولی ناموفق بود. سپس در سربالایی پایانی لوموند او را پشت سر گذاشت و چهار و نیم دقیقه از فاصلهٔ خود را جبران کرد. در مرحلهٔ هفدهم، لوموند و اورس زیمرمان توانستند اینو را پشت سر گذارند و در پایان آن مرحله، لوموند پیراهن طلایی را به تن کرد. به این ترتیب، برای نخستین بار، یک آمریکایی توانست صاحب پیراهن طلایی تور دو فرانس شود. در روز بعد، اینو دوباره حمله کرد؛ ولی به گروه اصلی برگردانده‌شد. سپس تلاش کرد در سرپایینی فرار کرد؛ ولی لوموند او را دنبال کرد. آنان آخرین سربالایی به سوی آلپ دوئز را با یکدیگر طی کردند و لوموند اجازه داد اینو برندهٔ مرحله شود. لوموند توانست رهبری مسابقه را تا پایان حفظ کند و نخستین قهرمانی را در تور به دست آورد؛ ولی احساس می‌کرد که اینو و رهبری تیم به او خیانت کرده‌اند. بعدها تور ۱۹۸۶ را سخت‌ترین و پراسترس‌ترین مسابقهٔ دوران فعالیت خود خواند.

### حادثهٔ تیراندازی (۱۹۸۷ و ۱۹۸۸)
در آغاز فصل ۱۹۸۷ در مسابقهٔ تیرنو–آدریاتیکو لوموند زمین‌خورد و دچار شکستگی مچ دست چپ شد. او برای بهبودی به آمریکا بازگشت و یک هفته پیش از بازگشت به اروپا، برای شکار به همراه شوهر خواهر و عمویش به مراتع پدری در دامنهٔ سیرا نوادا رفت. در آن‌جا به اشتباه توسط شوهر خواهرش هدف گرفته‌شد و از ناحیهٔ پشت و سمت راست بدن مورد اصابت ساچمه قرار گرفت. خوشبختانه بالگرد پلیس در همان نزدیکی بود و لوموند را با آمبولانس هوایی به مرکز پزشکی دانشگاه کالیفرنیا-دیویس منتقل کرد. لوموند تحت جراحی اورژانسی قرار گرفت و نجات یافت. چهار ماه بعد، به دلیل چسبندگی ناشی از اصابت تیر، دچار انسداد روده شد و دوباره جراحی شد تا انسداد رفع شود. لوموند که می‌دانست اگر تیمش از انجام جراحی دوم به دلیل تیراندازی اطلاع یابند، او را کنار می‌گذارند، از جراحان خواست آپاندیسش را نیز بردارند. او به تیم اطلاع داد که آپاندیسش را برداشته‌است؛ ولی بقیهٔ داستان تا مدتی مبهم بود. این رخدادها باعث از دست رفتن فصل ۱۹۸۷ برای او شد و اعلام کرد در فوریهٔ آینده در عضویت تیم هلندی پی‌ام‌دی به دنیای حرفه‌ای بازخواهد گشت.
لوموند با ۳۵ ساچمه در بدن خود که سه‌تا در جدار قلب و پنج‌تا در کبد بودند، فصل ۱۹۸۸ را آغاز کرد. تمرین بیش از حد، باعث تاندونیت در ساق پای راست او شد که نیاز به جراحی داشت. هنگامی که لوموند از دوپینگ در تیم پی‌ام‌دی باخبر شد، تنش میان او و تیم بالا گرفت. در نتیجه، از آن تیم جدا شد و در آخرین ساعات مهلت قانونی، به تیم بلژیکی ای‌دی‌آر پیوست.

### بازگشت به سطح اول (۱۹۸۹)
در آغاز فصل ۱۹۸۹ لوموند عملکرد نامطلوبی در پاریس–نیس داشت و نتوانست شرایط خود را بهبود بخشد؛ بنابراین به همسرش کیتی گفت در پایان تور دو فرانس ۱۹۸۹ از دوچرخه‌سواری حرفه‌ای خداحافظی می‌کند. در مسابقات بعدی نشانه‌هایی از بهبود در نتایجش دیده شد. در مرحلهٔ پایانی جیرو دیتالیا که تایم تریل انفرادی بود، توانست با فاصلهٔ بیش از یک دقیقه نسبت به فینیون دوم شود. لوموند بخشی از پیشرفتش را به درمان کم‌خونی خود در طی مسابقه ارتباط داد.

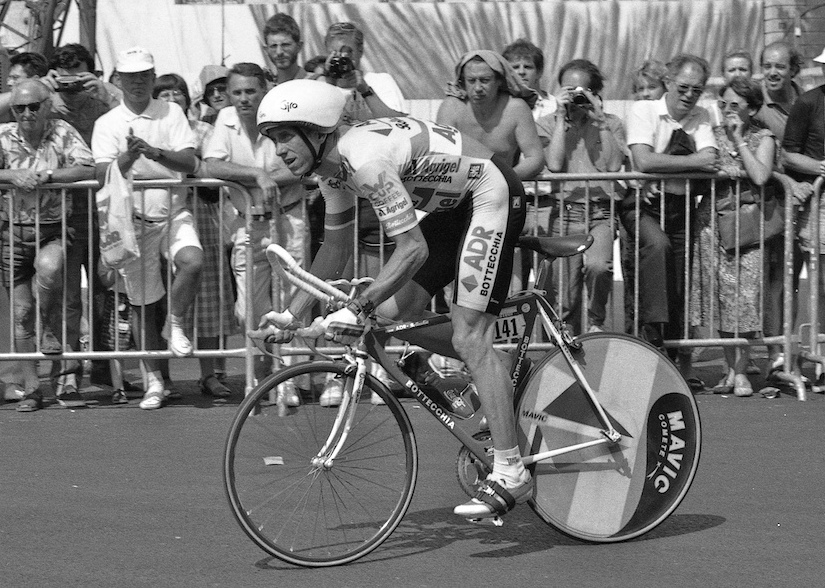
لوموند در آغاز تایم تریل پایانی تور دو فرانس ۱۹۸۹

در تور دو فرانس ۱۹۸۹ لوموند جزء رقیبان رده‌بندی اصلی محسوب نمی‌شد و تنها امیدوار بود در ۲۰ نفر برتر قرار گیرد. عملکرد او در پرولوگ در لوکزامبورگ شگفت‌انگیز بود و توانست در رتبهٔ چهارم قرار گیرد. این نتیجه به او روحیه داد و توانست برندهٔ تایم تریل انفرادی مرحلهٔ پنجم شود و رهبری رده‌بندی اصلی را به دست گیرد. لوموند در بهترین شرایط به مراحل کوهستانی تور رسید و در پیرنه صدر رده‌بندی را حفظ کرد؛ ولی در مرحلهٔ دهم آن را به فینیون داد. سپس در مرحلهٔ ۱۵ که تایم تریل کوهستانی بود، رهبری را از فینیون پس گرفت. دوباره فینیون در آلپ دوئز فرار کرد و پیراهن طلایی را بر تن کرد و پیش از آغاز مرحلهٔ پایانی، برتری ۵۰ ثانیه‌ای نسبت به لوموند داشت. مرحلهٔ آخر، تایم تریل انفرادی به مسافت ۲۴٫۵ کیلومتر بود و انتظار نمی‌رفت که لوموند بتواند اختلاف خود را در این مسافت کوتاه جبران کند؛ در حالی که فینیون نیز متخصص تایم تریل بود.
پیش از فصل، لوموند در آزمایش تونل باد شرکت کرده‌بود و وضعیت قرارگیری خود در زمان رکابزنی را بهبود بخشیده‌بود. او با چرخ عقب دیسکی، کلاه آیرودینامیکی جیرو و فرمان آیرودینامیکی اسکات در تایم تریل رکاب زد و توانست برندهٔ مرحلهٔ پنجم شود. فینیون از کلاه و فرمان آیرودینامیکی استفاده نمی‌کرد. لوموند تایم تریل پایانی را با چنان سرعتی طی کرد که توانست برتری ۸ ثانیه‌ای نسبت به فینیون به دست آورد و برندهٔ تور شود. این فاصله، کمترین فاصله برای تعیین قهرمانی در تاریخ تور دو فرانس بود. سرعت متوسط لوموند ۵۵٫۵۴۵ کیلومتر بر ساعت بود که در آن زمان، بالاترین سرعت در تور بود. هرچند که داوید زابریسکی در سال ۲۰۰۵ تایم تریل را سریع‌تر از لوموند طی کرد. بعدها لوموند اعتراف کرد که این دوره، بسیار راضی‌کننده‌تر از نخستین پیروزی‌اش در تور در سال ۱۹۸۶ بوده‌است.
در ۲۷ اوت همان سال، لوموند برندهٔ مسابقهٔ قهرمانی جادهٔ جهان در شامبری فرانسه شد و فینیون را شکست داد. او پنجمین نفری بود که توانست تور و قهرمانی جهان را در یک سال فتح کند. در ماه دسامبر، مجلهٔ اسپورتس ایلوستریتد او را به عنوان ورزشکار سال انتخاب کرد.

### سومین قهرمانی در تور (۱۹۹۰)
لوموند قراردادی ۵٫۵ میلیون دلاری برای سه فصل با تیم فرانسوی زی–توماسو منعقد کرد که در آن زمان، گران‌ترین قرارداد دوچرخه‌سواری بود. او به عنوان مدافع قهرمانی و یکی از بخت‌های قهرمانی وارد تور دو فرانس ۱۹۹۰ شد. هم‌تیمی‌های تازهٔ او اریک بویر، روبرت میلر و رونان پنسک، تجربهٔ قرار گرفتن در شش نفر برتر تور را داشتند. این ترکیب قدرتمند می‌توانست در مسیرهای کوهستانی از لوموند حمایت کند و در مسیرهای مسطح، مسابقه را کنترل کند.
نقشهٔ تاکتیکی تیم در نخستین مرحله شکست خورد. گروه پیشتاز که تنها پنسک در آن بود و هیچ‌یک از رقیبان اصلی در آن نبودند، ده دقیقه زودتر از گروه اصلی به خط پایان رسید. لوموند از تلاش برای رسیدن به رهبری تور تا زمانی که پیراهن طلایی در اختیار پنسک بود، منع شد. هنگامی که کلودیو کاپوچی رهبری مسابقه را در اختیار گرفت، لوموند به تدریج فاصلهٔ خود را کم کرد و در تایم تریل مرحلهٔ بیستم برتری دو دقیقه‌ای نسبت به کاپوچی ایجاد کرد تا برای سومین بار، برندهٔ تور شود. لوموند بدون پیروز شدن در هیچ‌یک از مراحل، قهرمان شد. همچنین آخرین رکابزنی بود که پیروزی تور را با پیراهن قهرمانی جهان کسب کرد.
در ماه سپتامبر، لوموند تلاش کرد از قهرمانی خود در مسابقات قهرمانی جادهٔ جهان دفاع کند؛ ولی در رتبهٔ چهارم قرار گرفت.

### تغییرات در دوچرخه‌سواری و بازنشستگی (۱۹۹۱–۱۹۹۴)
در تور دو فرانس ۱۹۹۱ لوموند مدافع قهرمانی و یکی از بخت‌های اصلی بود. به خوبی تمرین کرده‌بود و تیم قدرتمندی برای حمایت داشت. در تایم تریل انفرادی مرحلهٔ هشتم، پس از میگل ایندوراین دوم شد و پیراهن طلایی را به تن کرد. در مرحلهٔ ۱۲ که کوهستانی بود، در گردنه تورماله تصادف کرد و زمان زیادی نسبت به کاپوچی و ایندوراین از دست داد. در ادامهٔ مسابقه، تلاش زیادی برای پس‌گرفتن صدر به خرج داد؛ ولی در نهایت، به رتبهٔ هفتم دست یافت.
در سال ۱۹۹۲ لوموند برندهٔ تور دوپونت شد که آخرین پیروزی حرفه‌ای مهم او بود. در مراحل کوهستانی تور دو فرانس ۱۹۹۲ او به دلیل درد زینی شدید، کناره‌گیری کرد و ادعا کرد عملکرد او در سربالایی‌ها مانند سال‌های گذشته نیست.
لوموند در جیرو دیتالیای ۱۹۹۳ دو روز به پایان مسابقه، در حالی کناره‌گیری کرد که رتبهٔ سوم از آخر را در اختیار داشت. خستگی او به اندازه‌ای بود که در تور دو فرانس ۱۹۹۳ شرکت نکرد. در تور ۱۹۹۴ نیز پس از پایان هفتهٔ اول کناره‌گیری کرد. سپس در ماه دسامبر بازنشستگی خود را اعلام کرد. در آن زمان، دلیل افت روزافزون لوموند مشخص نبود. یک‌بار، شرایطی با عنوان میوپاتی میتوکندریال را مسئول مشکل او می‌دانستند. در سال ۲۰۰۷ او احتمال داد مسمومیت سرب ناشی از ساچمه‌های باقی‌مانده در بدنش باعث افت او شده‌است.
از سال ۲۰۱۰ لوموند افزایش رواج دوپینگ را باعث کاهش رقابت‌پذیری خود دانسته‌است. او ادعا کرد در سال ۱۹۹۴ به او گفته شده‌است که برای پیروزی دوباره، باید دوپینگ خونی کند. همچنین در یک مصاحبه در سال ۱۹۹۸ ادعا کرد اگر هدف شلیک قرار نمی‌گرفت، می‌توانست پنج تور را فتح کند.

## فعالیت‌های تجاری

### دوچرخه‌های لوموند

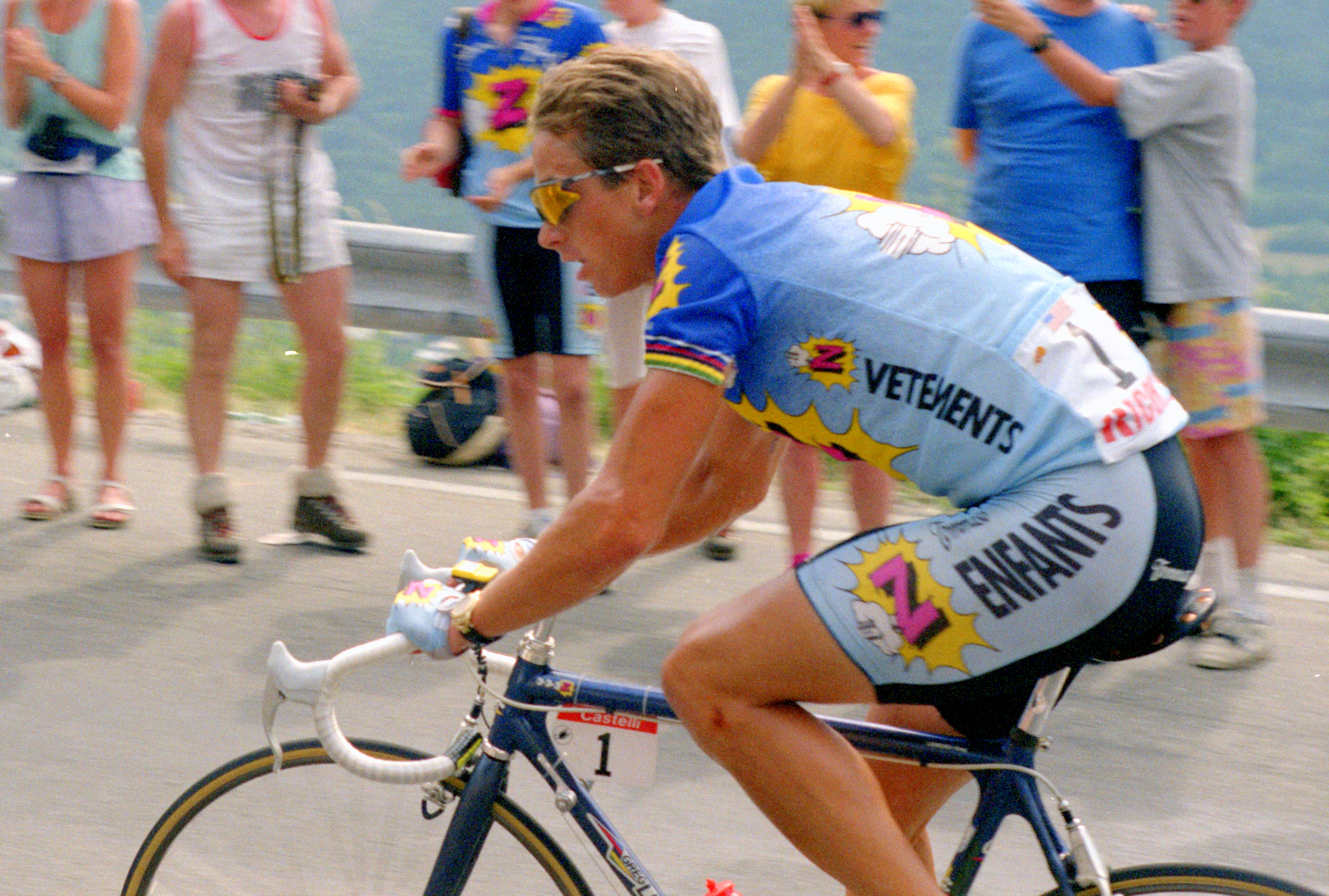
لوموند سوار بر دوچرخهٔ فیبر کربنی در تور دو فرانس ۱۹۹۱

گرگ لوموند یکی از پیشروان استفاده از دوچرخه‌های با بدنهٔ فیبر کربنی در مسابقات حرفه‌ای اروپایی بود و پیروزی او در تور دو فرانس ۱۹۸۶ نخستین پیروزی با این دوچرخه‌ها بود. لوموند در تور دو فرانس ۱۹۸۹ و ۱۹۹۰ و مسابقات قهرمانی جهان ۱۹۸۹ نیز با همین نوع دوچرخه قهرمان شد.
لوموند در سال ۱۹۹۰ دوچرخه‌سازی لوموند را تأسیس کرد تا وسایلی برای خود و نیز برای فروش عمومی بسازد. او در سال بعد توافقنامهٔ انحصاری با یک شرکت ساخت بدنه‌های کربنی امضا کرد تا به فناوری کامپوزیتی پیشرفتهٔ آن دست یابد. در سال بعد، هنگامی که لوموند در تور دو فرانس بود، شرکتش دچار مشکل شد. لوموند دلیل آن را کمبود سرمایه و مدیریت ضعیف پدرش می‌دانست. در سال ۱۹۹۵ هنگامی که شرکتش در آستانهٔ ورشکستگی بود، توافقنامه‌ای با شرکت دوچرخه‌سازی ترک امضا کرد که طبق آن، شرکت ترک دوچرخه‌های طراحی شده توسط لوموند را تولید و توزیع کند و با برند دوچرخه‌سازی لوموند به فروش برساند. لوموند بعداً ادعا کرد تجارت با ترک باعث نابودی رابطهٔ او با پدرش شده‌است. این شراکت که سود زیادی برای ترک داشت، بارها تمدید شد و ۱۳ سال پابرجا بود تا این که به دلیل فعالیت‌های سرسختانهٔ ضد دوپینگ لوموند، خاتمه یافت.
نخستین اختلاف لوموند و ترک در سال ۲۰۰۱ آشکار شد. لوموند نگرانی خود را در زمینهٔ رابطهٔ میکله فراری (پزشک ایتالیایی فعال در زمینهٔ دوپینگ) با لانس آرمسترانگ ابراز کرد. رئیس ترک، لوموند را تحت فشار گذاشت تا عذرخواهی کند. در آوریل ۲۰۰۸ ترک اعلام کرد برند لوموند را از خط تولید خود خارج می‌کند. پیش از آن، در مارس همان سال، لوموند شکایتی علیه ترک تنظیم کرده‌بود که در آن ادعا کرد شرکت ترک تلاش کافی برای فروش دوچرخه‌های او انجام نداده‌است و تلاش‌های شرکت برای ساکت کردن او در قضیهٔ دوپینگ را تشریح کرد. شکایت او شامل جزئیات آماری کاهش فروش در چند بازار بود؛ از جمله فروش دوچرخه‌های لوموند در فرانسه بین سال‌های ۲۰۰۱ و ۲۰۰۷ تنها حدود ۱۰ هزار دلار بود؛ در حالی که لوموند در آن کشور، مشهور و محبوب بود. دو طرف پس از دو سال به توافقی خارج از دادگاه دست یافتند که طبق آن، لوموند اختیار کامل برند دوچرخه‌های لوموند را به دست آورد و شرکت ترک، ۲۰۰ هزار دلار به خیریه‌ای که لوموند یکی از اعضای مؤسس آن بود، اهدا کرد.
در سپتامبر ۲۰۱۳ لوموند اعلام کرد با شراکت شرکت فرانسوی تایم به تجارت تولید و فروش دوچرخه بازمی‌گردد. خط تولید با دوچرخه‌های یادبود آغاز شد و با دوچرخه‌های جاده، سیکلوکراس و دوچرخه‌های مخصوص راه‌های شنی ادامه یافت. لوموند، شاخهٔ توزیع‌کنندهٔ شرکت در آمریکا را خرید تا مسئول فروش بدنه‌ها، دوچرخه‌ها و قطعات تولیدی شرکت در ایالات متحده باشد.

## زندگی شخصی
لوموند با کیتی موریس ازدواج کرده‌است و آنان سه فرزند شامل دو پسر به نام جفری و اسکات و دختری به نام سیمون دارند. لوموند و همسرش در مدینای مینه‌سوتا زندگی می‌کنند. او پس از بازنشستگی وارد فعالیت‌های خیریه در زمینه‌هایی که زندگی خودش را تحت تأثیر قرار داده‌است (از جمله  اختلال کم‌توجهی - بیش‌فعالی و سوءاستفاده جنسی)، شده‌است.
پس از بازنشستگی از دوچرخه‌سواری حرفه‌ای لوموند وارد مسابقات اتومبیل‌رانی فرمول فورد ۲۰۰۰ شد. همچنین سخنران انگیزشی است و در مهٔ ۲۰۰۸ سخنران مهمان یک همایش بین‌المللی تجاری در مکزیک بود.

## نتایج در گرند تورها و قهرمانی جهان
| مسابقه                   | ۱۹۸۱ | ۱۹۸۲ | ۱۹۸۳   | ۱۹۸۴ | ۱۹۸۵ | ۱۹۸۶ | ۱۹۸۷ | ۱۹۸۸   | ۱۹۸۹ | ۱۹۹۰ | ۱۹۹۱   | ۱۹۹۲   | ۱۹۹۳   | ۱۹۹۴   |
| ------------------------ | ---- | ---- | ------ | ---- | ---- | ---- | ---- | ------ | ---- | ---- | ------ | ------ | ------ | ------ |
| ووئلتا اسپانیا           | —    | —    | ناتمام | —    | —    | —    | —    | —      | —    | —    | —      | —      | —      | —      |
| جیرو دیتالیا             | —    | —    | —      | —    | ۳    | ۴    | —    | ناتمام | ۳۹   | ۱۰۵  | ناتمام | —      | ناتمام | —      |
| تور دو فرانس             | —    | —    | —      | ۳    | ۲    | ۱    | —    | —      | ۱    | ۱    | ۷      | ناتمام | —      | ناتمام |
| مسابقه استقامت جاده جهان | ۴۷   | ۲    | ۱      | ۲۷   | ۲    | ۷    | —    | —      | ۱    | ۴    | ناتمام | —      | —      | —      |